# Fran García
Francisco José García Torres (Bolaños de Calatrava, 14 augustus 1999) is een Spaans voetballer die doorgaans speelt als linksback. In juli 2023 verruilde hij Rayo Vallecano voor Real Madrid. García maakte in 2023 zijn debuut in het Spaans voetbalelftal.

## Clubcarrière
García speelde in de jeugd van Bolaños, voor hij in 2013 terechtkwam in de opleiding van Real Madrid. Hier maakte hij zijn debuut in het eerste elftal op 6 december 2018, in de Copa del Rey tegen Melilla. Door doelpunten van Marco Asensio (tweemaal), Isco (tweemaal), Javi Sánchez en Vinícius Júnior en een tegengoal van Yacine Qasmi won Real met 6–1. García moest van coach Santiago Solari op de reservebank beginnen en hij mocht in de rust invallen voor Daniel Carvajal. In de seizoenen 2018/19 en 2019/20 speelde de linksback vooral voor het tweede elftal van Real.
In de zomer van 2020 werd hij voor een jaar verhuurd aan stadsgenoot Rayo Vallecano, uitkomend in de Segunda División A. Aan het einde van het seizoen 2020/21 promoveerde Rayo Vallecano naar de Primera División en García werd voor een bedrag van circa twee miljoen euro definitief overgenomen van Real Madrid. Hij zette zijn handtekening onder een verbintenis voor de duur van vier seizoenen. Bij zijn nieuwe club had de vleugelverdediger een vaste basisplaats en hij overtuigde Real Madrid om hem terug te halen. In februari 2023 werd een akkoord gesloten om hem terug te laten keren in de zomer van dat jaar.

## Clubstatistieken
| Seizoen | Club             | Competitie         | Competitie | Competitie | Beker | Beker | Internationaal | Internationaal | Totaal | Totaal |
| Seizoen | Club             | Competitie         | Wed.       | Dlp.       | Wed.  | Dlp.  | Wed.           | Dlp.           | Wed.   | Dlp.   |
| ------- | ---------------- | ------------------ | ---------- | ---------- | ----- | ----- | -------------- | -------------- | ------ | ------ |
| 2018/19 | Real Madrid      | Primera División   | 0          | 0          | 1     | 0     | 0              | 0              | 1      | 0      |
| 2018/19 | Real Madrid B    | Segunda División B | 27         | 1          | —     | —     | —              | —              | 27     | 1      |
| 2019/20 | Real Madrid B    | Segunda División B | 32         | 0          | —     | —     | —              | —              | 32     | 0      |
| 2020/21 | → Rayo Vallecano | Segunda División A | 41         | 1          | 2     | 1     | —              | —              | 43     | 2      |
| 2021/22 | Rayo Vallecano   | Primera División   | 34         | 1          | 5     | 0     | —              | —              | 39     | 1      |
| 2022/23 | Rayo Vallecano   | Primera División   | 38         | 2          | 2     | 0     | —              | —              | 40     | 2      |
| 2023/24 | Real Madrid      | Primera División   | 25         | 1          | 2     | 0     | 4              | 0              | 31     | 1      |
| 2024/25 | Real Madrid      | Primera División   | 25         | 0          | 6     | 0     | 9              | 0              | 40     | 0      |
| Totaal  | Totaal           | Totaal             | 222        | 6          | 18    | 1     | 13             | 0              | 253    | 7      |

Bijgewerkt op 17 april 2025.

## Interlandcarrière
García maakte zijn debuut in het Spaans voetbalelftal op 13 oktober 2023, toen met 2–0 gewonnen werd van Schotland in een kwalificatiewedstrijd voor het EK 2024 door doelpunten van Álvaro Morata en mededebutant Oihan Sancet (Athletic Bilbao). García moest van bondscoach Luis de la Fuente op de reservebank beginnen en hij viel in de rust in voor Alejandro Baldé. De andere Spaanse debutant dit duel was Bryan Zaragoza (Granada).
| Interlands van Fran García voor Spanje | Interlands van Fran García voor Spanje | Interlands van Fran García voor Spanje | Interlands van Fran García voor Spanje | Interlands van Fran García voor Spanje | Interlands van Fran García voor Spanje | Interlands van Fran García voor Spanje |
| №                                      | Datum                                  | Wedstrijd                              | Uitslag                                | Competitie                             | Goals                                  |                                        |
| Als speler bij Real Madrid             | Als speler bij Real Madrid             | Als speler bij Real Madrid             | Als speler bij Real Madrid             | Als speler bij Real Madrid             | Als speler bij Real Madrid             | Als speler bij Real Madrid             |
| -------------------------------------- | -------------------------------------- | -------------------------------------- | -------------------------------------- | -------------------------------------- | -------------------------------------- | -------------------------------------- |
| 1                                      | 12 oktober 2023                        | Spanje – Schotland                     | 2 – 0                                  | EK 2024 kwalificatie                   |                                        |                                        |
| 2                                      | 15 oktober 2023                        | Noorwegen – Spanje                     | 0 – 1                                  | EK 2024 kwalificatie                   |                                        |                                        |

Bijgewerkt op 17 april 2025.